# Іван Коложварий
Іван Коложварий (словац. Ivan Koložváry; 16 лютого 1983) — словацький хокеїст, центральний нападник. Виступає за «Дукла» (Тренчин) у Словацькій Екстралізі.
Виступав за «Дукла» (Тренчин), СХК «37 П'єштяни», ХК «Дубниця», МХК «Мартін», МсХК «Жиліна».
У складі національної збірної Словаччини провів 6 матчів (2 голи). У складі молодіжної збірної Словаччини учасник чемпіонатів світу 2002 і 2003.
Досягнення
- Чемпіон Словаччини (2004).